# Sergio Paulo
Sergio Pablo fue un procónsul romano de Pafos (Chipre) que se convirtió al Cristianismo como consecuencia de la predicación de Pablo durante el primero de sus tres viajes apostólicos.
En su séquito se hallaba el mago Elimas o Barjesús. Según el relato del libro de los Hechos de los Apóstoles (Hechos 13:1 y 2), San Pablo y San Bernabé predican la palabra y el procónsul con su familia quiere convertirse, pero el mago lo quiere impedir. San Pablo llama al mago embustero, embaucador, empedernido, hijo del diablo y enemigo de todo lo bueno, y deja a Elimas ciego. En ese momento, después del milagro, el procónsul cree.
Después de esto, Pablo y Bernabé toman un barco con el que abandonan la isla de Chipre.